# Serra de Palomers
La Serra de Palomers és una serra situada als municipis d'Argelaguer i Sant Ferriol a la Garrotxa, amb una elevació màxima de 621 metres.